# Deken (gilde)
De deken is binnen een gilde de hoogste gezagsdrager.
De functienaam deken is in gebruik sinds het tweede kwart van de zestiende eeuw. Voor die tijd heetten zij ouderman, overman, voorraetsman of raetsheer. Sommige gilden kenden twee dekens aan de top.
Ook binnen het enige in Nederland vanuit de middeleeuwen nog bestaande gilde, het Smedengilde van St. Eloy te Utrecht kent nog steeds de functie van deken in deze betekenis.